# The Banger Sisters
The Banger Sisters, titulada en castellano Amigas a la fuerza en España y Locas de atar en Hispanoamérica, es una película cómica estrenada el 20 de septiembre de 2002 en Estados Unidos, el 31 de enero de 2003 en España y el 27 de agosto de 2003 en Argentina directamente en DVD. Protagonizada por Goldie Hawn, Susan Sarandon y Geoffrey Rush. Dirigida y escrita por Bob Dolman.
La película fue el debut como director de Dolman y el último papel actoral de Hawn hasta el estreno de Snatched en 2017, catorce años y medio después del estreno de la película.

## Argumento
A finales de la década de 1960, hubiera sido extremadamente difícil encontrar una estrella de rock que no haya tenido a Suzette (Goldie Hawn) o a Vinnie (Susan Sarandon) entre sus brazos o entre sus piernas. Pero han pasado más de dos décadas de aquellos tiempos y el dueto The Banger Sisters se terminó y sus dos componentes no volvieron a saber nada la una de la otra. Vinnie se ha cambiado el nombre por Lavinia, la estricta madre de Hannah (Erika Christensen) y Ginger (Eva Amurri), que se siente más a gusto en el jardín de su casa que en un multitudinario concierto de rock. 
Por su parte Suzette todavía sigue siendo igual de descarada y alocada que hace años. Sin embargo cuando el mundo de Suzette se desmorona completamente, decide ir en busca, en compañía de Harry (Geoffrey Rush), de la única amiga que podría rescatarla de su depresión. La reunión de The Banger Sisters es la colisión del mundo de dos mujeres muy diferentes, una que vive anclada en el pasado y otra que, por el contrario, intenta esconderse de él a toda costa. Las dos amigas, felizmente reunidas, descubrirán el valor de disfrutar cada momento de la vida.

## Reparto
- Goldie Hawn (Suzette)
- Susan Sarandon (Lavinia Kingsley)
- Geoffrey Rush (Harry Plummer)
- Erika Christensen (Hannah Kingsley)
- Robin Thomas (Raymond Kingsley)
- Eva Amurri (Ginger Kingsley)

## Recepción crítica y comercial
Según la página de Internet Rotten Tomatoes obtuvo un 47% de comentarios positivos, llegando a la siguiente conlusión: "Hawn y Sarandon están geniales juntas, pero el argumento de la película es predecible y artificial". Destacar el comentario del crítico cinematográfico Jorge Ávila Andrade: 

"Ejemplo de una cinta en que no importa el talento de su reparto o lo interesante que pudo haber resultado su premisa, pues el resultado es francamente aburrido y, por momentos, deplorable".
Jorge Ávila Andrade.

Según la página de Internet Metacritic obtuvo críticas mixtas, con un 48%, basado en 33 comentarios de los cuales 11 son positivos. Recaudó 30 millones de dólares en Estados Unidos. Sumando las recaudaciones internacionales la cifra asciende a 38 millones. El presupuesto invertido en la producción fue de aproximadamente 10 millones.

### Premios
Globos de Oro
| Año  | Categoría                        | Persona     | Resultado |
| ---- | -------------------------------- | ----------- | --------- |
| 2003 | Mejor Actriz - Comedia o musical | Goldie Hawn | Nominada  |

## Localizaciones
The Banger Sisters se empezó a rodar el 19 de marzo de 2001 en diversas localizaciones de Estados Unidos, destacando las poblaciones de Los Ángeles, Nueva Jersey, Nueva York, Santa Clarita y Phoenix.

## Banda Sonora
| N.º | Título                          | Artista                     | Duración |  |
| 1.  | «The Red Road»                  | Chris Robinson              | 5:35     |  |
| 2.  | «Fame 02»                       | Tommy Lee                   | 3:39     |  |
| 3.  | «Home»                          | Dishwalla                   | 4:46     |  |
| 4.  | «Burning Down the House»        | Talking Heads               | 3:59     |  |
| 5.  | «One Last Goodbye»              | Richie Sambora              | 4:57     |  |
| 6.  | «Don't Let Me Be Misunderstood» | Trevor Rabin                | 4:08     |  |
| 7.  | «Doctor, My Eyes»               | Ben Folds                   | 3:11     |  |
| 8.  | «Hour Of Need»                  | Peter Frampton              | 5:19     |  |
| 9.  | «Trippin'»                      | JP (John Paul Lourence)     | 3:33     |  |
| 10. | «Child Of Mine»                 | Roger Daltrey con G Tom Mac | 4:01     |  |
| 11. | «Crushed»                       | Buckcherry                  | 3:40     |  |
| 12. | «Burn Out»                      | Slack                       | 2:38     |  |
| 13. | «Rock Me»                       | Steppenwolf                 | 3:44     |  |

## DVD
The Banger Sisters salió a la venta el 28 de enero de 2003 en Estados Unidos, en formato DVD. El disco contiene menús interactivos, acceso directo a escenas y subtítulos y audio en múltiples idiomas. En España salió a la venta el 4 de septiembre de 2003, en formato DVD. El disco contiene menús interactivos, acceso directo a escenas, subtítulos y audio en múltiples idiomas, making of, comentarios del director Bob Dolman y tomas falsas.